# 듀르슬란반도

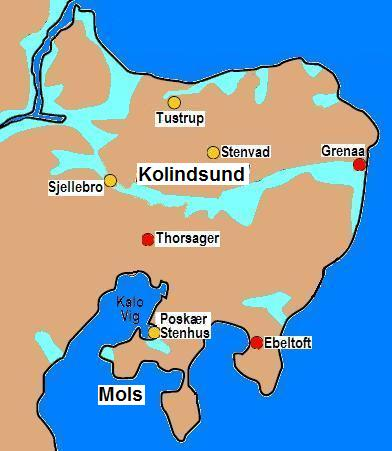
듀르슬란반도의 지도

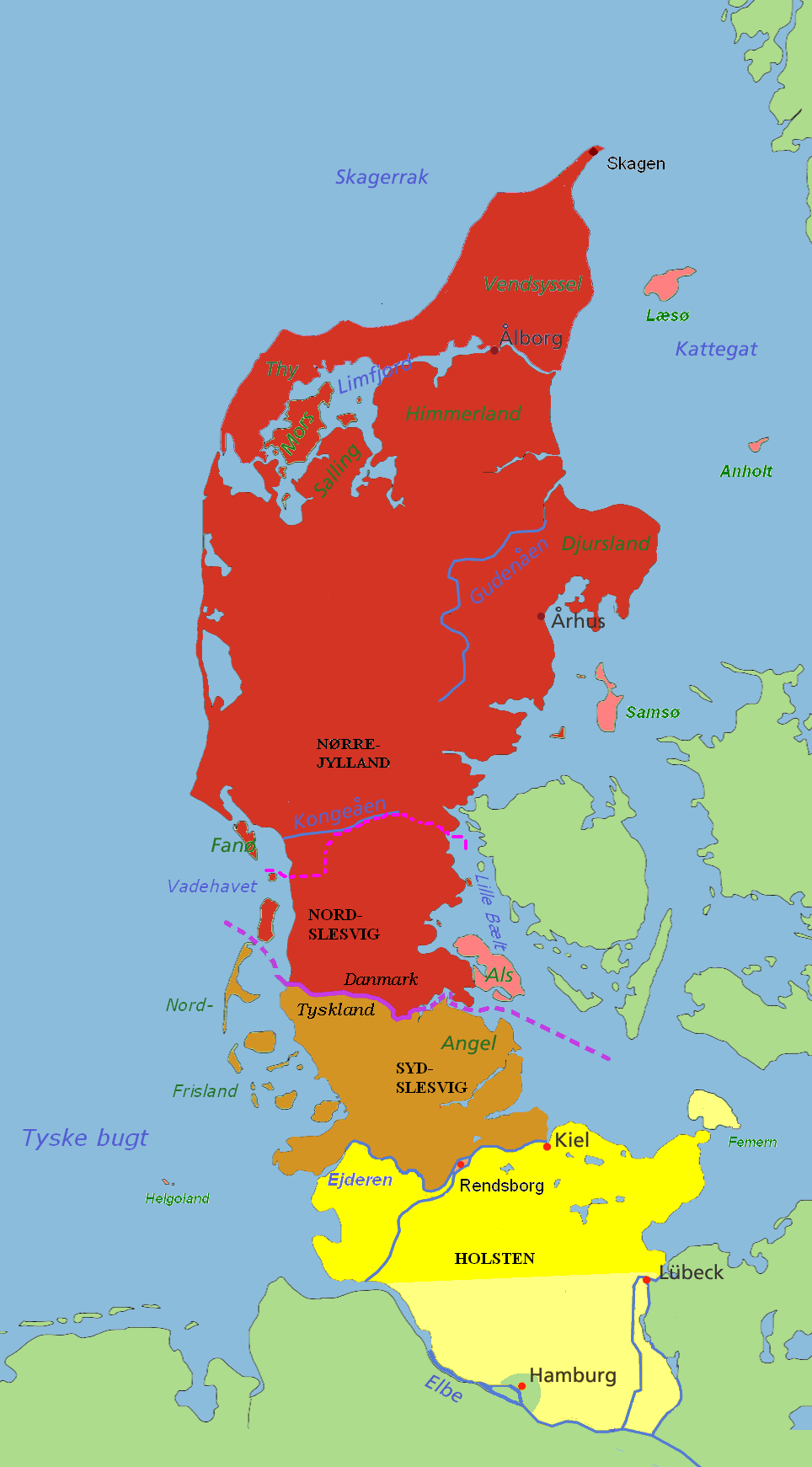
윌란반도의 지도. 듀르슬란반도는 본토 동부의 코 모양의 반도이다.

듀르슬란반도(덴마크어: Djursland)는 덴마크의 윌란반도 동쪽 해안에 위치한 반도이다. 또 다른 작은 반도들인 스쾨호에드반도와 헬게네스반도가 듀르슬란반도에서 뻗어 있다.
듀르슬란반도는 토르사르거에 오직 잘란드 원형교회가 있다. 그레나는 듀르슬란반도에서 가장 큰 도시이다. 듀르슬란은 중앙윌란 지역의 노르듀르스 직할시와 쉬듀르스 직할시로 나뉘어 있다.